# スロバキアの世界遺産
スロバキアの世界遺産（スロバキアのせかいいさん）はユネスコの世界遺産に登録されているスロバキアの文化・自然遺産の一覧。
スロバキアの世界遺産条約批准は1993年3月31日のことであった。

## 文化遺産
- ヴルコリニェツ - (1993年)
- バンスカー・シュチャヴニツァ歴史地区と近隣の工業建築物群 - (1993年)
- レヴォチャ歴史地区、スピシュスキー城及びその関連する文化財 - (1993年、2009年拡大)
- バルデヨフ市街保護区 - (2000年)
- カルパティア山脈地域のスロバキア側の木造教会群 - (2008年)
- ローマ帝国の国境線-ドナウのリーメス（西部分） - (2021年、オーストリア、ドイツと共有)

## 自然遺産
- アグテレク・カルストとスロバキア・カルストの洞窟群 - (1995年、2000年拡大、ハンガリーと共有)
- カルパティア山脈とヨーロッパ各地の古代及び原生ブナ林 - (2007年、2011年、2021年拡大、ほか17か国と共有)

## 複合遺産
なし

## 暫定リスト掲載物件
スロバキア政府は、登録の前提となる暫定リストに以下の物件を掲載している。
- ゲメルとアボフの教会群と中世壁画群（Gemer and Abov churches with the medieval wall paintings, 1995年）
- トカイワイン地方（Tokaj Wine Region, 2002年）
- スロバキアの原初的牧草地・放牧地群（Original Meadow - Pasture Sites of Slovakia, 2002年）
- モーゼス・ゾーファーの記念碑（The Memorial of Chatam Sófer, 2002年）
- コマールノ/コマロムのドナウ川とヴァーフ川合流点の防衛施設群（System of Fortifications at the Confluence of the Rivers Danube and Váh in Komárno – Komárom, 2002年）
- コシツェの凸状歴史地区中心部の設計（The concept of the lenticular historical town core of Košice City, 2002年）
- タトラス山の自然保護区群（Natural Reserves of Tatras Mountain, 2002年）
- スロバキアのカルスト渓谷群（Karst Valleys of Slovakia, 2002年）
- ドナウ地方の自然・文化的景観（Natural and Cultural Landscape of Danube Region, 2002年）
- ブコヴスケ丘群の菌類の生物相（Fungal Flora of Bukovské Hills, 2002年）
- Herľanyの間欠泉（Geyser in Herlany, 2002年）
- 大モラヴィアの遺跡群（Sites of Great Moravia: Slavonic Fortified Settlement at Mikulčice – Church of St. Margaret at Kopčany, 2007年）